# Trivigliano
Trivigliano est une commune italienne de la province de Frosinone, dans la région Latium.

## Histoire
Trivigliano est situé dans le territoire des monti Ernici, entouré de forêts de châtaigniers. Son nom pourrait provenir du latin tres vigiles, appartenant probablement à une famille romaine, et en référence à trois tours des fortifications également présentes sur le blason de la municipalité. La première référence historique à Trivigliano remonterait au Xe siècle. Les murs appartiennent à une tour circulaire, la seule autre observation restants et les anciennes tours de défense existants. Sur le territoire de Trivigliano se situe le lac de Canterno, formé en 1821, d'origine karstique. En face du Sanctuaire de l’Étoile (Ferentino), sur une face du mont Corniano, se trouve le Corniano Cave, où les pièces internes ont formé des concrétions stalagmitiques. Depuis son origine, le pays est consacré à sainte Oliva, dont l'église abrite une statue de l'ancienne sainte patrone. L’altitude de la commune s’élève entre 538 et 781 mètres. Sur le territoire de Trivigliano se situe également une petite réserve naturelle du lac de Canterno. Le 11 avril 2009 (veille de Pâques), à la suite du tremblement de terre qui a frappé le peuple des Abruzzes, l'église de Santa-Maria-Assunta a été fermée temporairement en raison d'une fissure dans le virage à gauche qui longe l'abside (probablement déjà présente et qui s'est aggravée en raison du tremblement de terre).

## Administration
| Période                                  | Période | Identité | Étiquette | Qualité |
| ---------------------------------------- | ------- | -------- | --------- | ------- |
|                                          |         |          |           |         |
| Les données manquantes sont à compléter. |         |          |           |         |

### Communes limitrophes
Alatri, Ferentino, Fiuggi, Fumone, Guarcino, Torre Cajetani